# Eugenio Figueroa
Eugenio Andrés Figueroa Bustos (Santiago, 3 de agosto de 1973) es un periodista, escritor, realizador y comentarista deportivo chileno. Ha desarrollado su trayectoria profesional fundamentalmente en radio y televisión, como conductor, locutor, relator y comentarista.  
Actualmente, trabaja en Radio Agricultura y es editor periodístico del programa de debate político Sin filtros del canal Vive de VTR por el que obtuvo el Copihue de Oro al programa político más popular. 
Colabora también en las transmisiones deportivas de Canal 13, donde fue rostro de la estación desde 2003 hasta 2018.  
Fue Secretario General del Círculo de Periodistas Deportivos de Chile.
Tiene tres libros publicados. Dos de ellos relativos a temas deportivos y su última obra, a la crónica política.

## Biografía
Ingresó a la Facultad de Derecho de la Universidad de Chile en 1991, pero luego de avanzar hasta tercer año y comenzar a trabajar en las comunicaciones, desistió de la carrera.  Posteriormente, se graduó como periodista en la Universidad UNIACC en 2006.  
Posee cuatro diplomados en comunicaciones otorgados por la misma Universidad, y un posgrado en Comunicación Política en la Universidad Católica Argentina.  
En 1996 inició su trabajo en los medios de comunicación, debutando en la Radio Monumental. Bajo la guía y dirección del periodista Ricarte Soto, trabajó en los programas Golazo, Más tenis y La última jugada hasta mediados de 2002. En 2003 llegó a Canal 13 al programa Pantalla abierta, y en 2004 se integró al proyecto D13 —la renovada área deportiva de la estación— y al equipo encabezado por Marco Antonio Cumsille. Realizó coberturas periodísticas en los Juegos Panamericanos de 2007, en los Juegos Olímpicos de Pekín 2008, en los Juegos Panamericanos de Guadalajara 2011 y en los Juegos Olímpicos de Londres 2012, entre otros grandes eventos deportivos que emitió la estación, donde comentó y relató.
Paralelamente, ejerció funciones periodísticas para el CDF entre 2003 y 2005, participando de la primera transmisión de la estación. Regresó a esa casa televisiva en septiembre de 2011 para sustituir a Eduardo Fuentes en la conducción del tradicional programa Show de goles, realizando esa labor durante siete años. Entre 2011 y 2013, fue conductor del programa Vueltas por el Universo en Radio Universo junto a Julián Elfenbein. En febrero de 2013, se incorporó al equipo deportivo de Bío-Bío Deportes en Radio Bío Bío, donde además fue editor de noticias durante 2019. Relató el Mundial de Rusia 2018 en Mega. Fue panelista en el programa nocturno Toc Show entre agosto de 2018 y marzo de 2019.
Sumada a su salida de Canal 13 en abril de 2018, a principios de 2019 se produce su término de funciones en CDF, Toc Show y Bío-Bío Deportes.  En julio de 2019, ofició de relator de los Juegos Panamericanos de Lima en Chilevisión, y fue editor del Mundial de Atletismo de Doha para Canal 13.
Ejerció como jefe de la Unidad de Prensa y Comunicaciones de la Subsecretaría de Previsión Social, desde noviembre de 2019 hasta marzo de 2022, durante el segundo gobierno de Sebastián Piñera.
Desde 2022 conduce el programa "En Simple, la pizarra de Pizarro" en Radio Agricultura y es editor periodístico del programa de debate político Sin filtros del canal Vive de VTR. 
En noviembre del mismo año, regresa a Canal 13 para ser comentarista de los partidos de la Mundial de Catar 2022.  También formó parte del equipo de transmisión de Canal 13 para los Juegos Panamericanos de 2023 realizados en Santiago de Chile.
Es coautor del libro "Los Cóndores Blancos" sobre la participación de la selección chilena en la Copa Mundial de Fútbol de 1930 en Uruguay, y "Mitos y Verdades. Luis Subercaseaux, una verdad olímpica", acerca del primer atleta chileno que compitió en los Juegos Olímpicos de Atenas 1896.  
Es realizador y documentalista.  Produjo versiones audiovisuales de ambas obras literarias.
En mayo de 2023, publica su primer libro de crónica política: "El Gran Alivio", que versa sobre la gestación del triunfo de la opción "Rechazo" en el plebiscito constitucional de Chile de 2022.

## Publicaciones
- El Gran Alivio (2023).

- Mitos y Verdades: Luis Subercaseaux, una historia olímpica (2014).

En coautoría con María José Lamatta
- Los Cóndores Blancos (2014).

En coautoría con Ignacio Pérez Tuesta